# Familien Jul 2 - I nissernes land
Familien Jul 2 - I nissernes land er en dansk familiefilm fra 2016, instrueret af Carsten Rudolf. Filmen havde biografpremiere den 3. november 2016..

## Medvirkende
- Pelle Falk Krusbæk som Hugo
- Herman Knop som Pixy
- Liv Leman Brandorf som Vega
- Alfred Bjerre Larsen som Alfred
- Paw Henriksen som Niels
- Marie Askehave som Agnete
- Katinka Evers-Jahnsen som Pixily
- Malte Houe som Evol
- Sofie Lassen-Kahlke som Fru Knudsen
- Dan Jakobsen som Nissedan
- Kirsten Lehfeldt som Lærer Berit